# Volker Linneweber

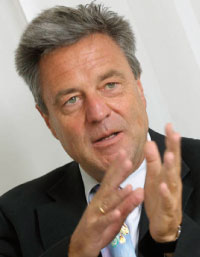
Volker Linneweber, Präsident der Universität des Saarlandes (Foto: Uwe Bellhäuser)

Volker Linneweber (* 12. Februar 1951 in Bielefeld-Gadderbaum) war Präsident der Universität des Saarlandes.

## Vita
Linneweber studierte Psychologie (Diplom-Psychologe), Soziologie und Pädagogik (Diplom-Pädagoge) an der Westfälischen Wilhelms-Universität in Münster, wo er 1982 auch über das Thema "Aggressive Interaktionen" promovierte. Von 1979 bis 1984 war er wissenschaftlicher Angestellter im DFG-Forschungsprojekt "Aggressive Interaktionen in der Schule". Danach folgte eine Phase als Wissenschaftlicher Angestellter im Fachbereich Sozial- und Umweltwissenschaften (Fachrichtung Erziehungswissenschaften) an der Universität des Saarlandes. 1985/86 arbeitete er im Rahmen eines DFG-Stipendiats im Bereich "Social Ecology" an der University of California, Irvine, USA. Von 1990 bis 1993 übernahm Linneweber Gastdozenturen und Lehrstuhlvertretungen an den Universitäten in Jena, Heidelberg und Marburg. Im Jahr 1991 folgte seine Habilitation an der Universität des Saarlandes mit dem Thema "Interpersonale Konflikte im Alltag".

Linneweber war von 1993 bis 1996 wissenschaftlicher Mitarbeiter am Potsdam-Institut für Klimafolgenforschung und von 1996 bis 2006 Inhaber des Lehrstuhls für Sozialpsychologie an der Otto-von-Guericke-Universität Magdeburg. An der gleichen Universität war er von 1997 bis 2000 Direktor des Instituts für Psychologie, bis 2002 Dekan der Fakultät für Geistes-, Sozial- und Erziehungswissenschaften sowie von 2002 bis 2006 Prorektor für Studium und Lehre. Sein Spezialgebiet ist die Umweltpsychologie.
An der Universität des Saarlandes war Linneweber seit 1. November 2006 Universitätspräsident und damit Nachfolger von Margret Wintermantel. Sie hatte ihr Amt nach ihrer Wahl zur Präsidentin der Hochschulrektorenkonferenz vorzeitig niedergelegt. 2016 wurde Linneweber als Hochschulmanager des Jahres durch das Centrum für Hochschulentwicklung (CHE) die Wochenzeitschrift Die Zeit ausgezeichnet. Sein Nachfolger im Amt des Universitätspräsidenten ist seit März 2017 Manfred Schmitt.
Seit 2021 ist Volker Linneweber gemeinsam mit STAHM-Architekten (Braunschweig/Mülheim) in Regionalentwicklungsprojekten tätig (z. B. Freiheit Emscher in Nordrhein-Westfalen).

## Ehrenamtliche Tätigkeiten
- Volker Linneweber ist Vertreter des Faches Psychologie in den Wissenschaftlichen Beiräten diverser wissenschaftlicher Forschungseinrichtungen und Umwelt-Institute.
- Des Weiteren ist er Mitherausgeber der Reihen “Psychologie – Forschung – aktuell” bei Beltz, (Weinheim), “Umweltnatur- und Umweltsozialwissenschaften” bei Springer (Heidelberg) sowie im Wissenschaftlichen Beirat der Zeitschrift “Umweltpsychologie”.
- Von 1999 bis 2003 war Volker Linneweber Sprecher der Fachgruppe Umweltpsychologie in der Deutschen Gesellschaft für Psychologie.

## Werke (Auswahl)
- Linneweber, V. (2019). Fachstrukturen und Fachkulturen: Berufungen als Profilierungsinstrument. Mainzer Beiträge zur Hochschulentwicklung, 24, 3–10.
- Linneweber, V. (2010). Vom Wissen zum Handeln. Die Rolle des Individuums und der Umgang mit der Komplexität. In E. P. Fischer & K. Wiegand (Eds.), Evolution und Kultur des Menschen (pp. 374–404). Frankfurt: Fischer.
- Linneweber, V., Lantermann, E.-D., & Kals, E. (Eds.). (2010). Spezifische Umwelten und umweltbezogenes Handeln. Enzyklopädie der Psychologie, Themenbereich C: Theorie und Forschung, Ser. 9, Umweltpsychologie; Bd. 2. Göttingen: Hogrefe.
- Linneweber, V., & Lantermann, E.-D. (2010). Umweltkatastrophen und ihre Bewältigung. In V. Linneweber, E.-D. Lantermann & E. Kals (Eds.), Spezifische Umwelten und umweltbezogenes Handeln. Enzyklopädie der Psychologie, Themenbereich C: Theorie und Forschung, Ser. 9, Umweltpsychologie; Bd. 2. Göttingen: Hogrefe.
- Ittner, H., & Linneweber, V. (2009). Verhalten im Straßenverkehr. In J. Bengel & M. Jerusalem (Eds.), Handbuch der Gesundheitspsychologie und Medizinischen Psychologie (pp. 249–256). Göttingen: Hogrefe.
- Lantermann, E. D., & Linneweber, V. (Eds.). (2008). Grundlagen, Paradigmen und Methoden der Umweltpsychologie. Enzyklopädie der Psychologie: Themenbereich C, Theorie und Forschung: Ser. 9, Umweltpsychologie; Bd. 1. Göttingen: Hogrefe.
- Linneweber, V. (2008). Umwelt in der Sozialpsychologie. In E.-D. Lantermann & V. Linneweber (Eds.), Grundlagen, Paradigmen und Methoden der Umweltpsychologie. Enzyklopädie der Psychologie: Themenbereich C, Theorie und Forschung: Ser. 9, Umweltpsychologie; Bd. 1. Göttingen: Hogrefe.
- Linneweber, V., Fritsche, I., & Hartmuth, G. (2008). Fallstudie Sylt. Küstenschutz versus Naturschutz aus Sicht Betroffener. Zur Kommunikation von Naturveränderungen. Natur und Landschaft, 83(3), 101–132.
- Müller, S., Ittner, H. & Linneweber, V. (2008). Advanced Driver Assistance Systems Impact of psychological variables on the acceptance of modern car technologies. In D. de Waard, F.-O. Flemisch, B. Lorenz, H. Oberheid & K. A. Brookhuis (Eds.), Human Factors for Assistance and Automation (pp. 179–191). Maastricht: Shaker
- Linneweber, V. (2007). Menschen, Maschinen, Mobilität: Ein Essay über Potentiale von Fahrassistenzsystemen. Umweltpsychologie, 11(2), 128–137.
- Linneweber, V., & Ittner, H. (2007). Umweltplanung mit oder gegen Akteure? Erfahrungen und Anmerkungen aus psychologischer Sicht. In Ingenieurtechnischer Verband Altlasten e.V. (Ed.), Altlastensymposium 2007 (pp. 130–137). Berlin: ITVA.
- Linneweber, V., & Lantermann, E.-D. (2007). Umweltpsychologie im Spannungsfeld zwischen gesellschaftlicher Erwartung und fachlichem Potential. Umweltpsychologie, 11(1), 55–65.
- Fritsche, I., & Linneweber, V. (2006). Nicht-reaktive Verfahren. In F. Petermann & M. Eid (Eds.), Handbuch der Psychologischen Diagnostik (pp. 203–210). Göttingen: Hogrefe.
- Fritsche, I., & Linneweber, V. (2006). Nonreactive methods in psychological research. In M. Eid & E. Diener (Eds.), Handbook of multimethod measurement in psychology (pp. 189–203). Washington, D.C.: American Psychological Association (APA).
- Lantermann, E. D., & Linneweber, V. (2006). Umweltschutz und Umweltpsychologie. In H. W. Bierhoff & D. Frey (Eds.),Handbuch der Sozialpsychologie und Kommunikationspsychologie (pp 251–257.). Göttingen: Hogrefe.
- Lantermann, E. D., & Linneweber, V. (2006). Umweltpsychologie. In K. Pawlik (Ed.), Handbuch Psychologie: Wissenschaft -Anwendungen Berufsfelder (pp. 839–850). Heidelberg: Springer.
- Linneweber, V., & Lantermann, E.-D. (2006). Psychologische Beiträge zur (Natur-)katastrophenforschung. Umweltpsychologie, 10(1), 4–25.
- Linneweber, V. (2005). Fremdenfeindlichkeit und fremdenfeindliche Gewalt: Der Blick auf die Täter ist zu eng! In M. Schultze, J. Meyer, B. Krause & D. Fricke (Eds.), Diskurse der Gewalt - Gewalt der Diskurse (pp. 153164). Frankfurt: Peter Lang.
- Linneweber, V. (2005). Sylt: künstlich natürlich für immer? Küstenschutz versus Naturschutz aus Sicht Betroffener. In K. H. Erdmann & C. Schell (Eds.), Zukunftsfaktor Natur Blickpunkt Naturnutzung (pp. 129–152). Münster: Landwirtschaftsverlag.
- Linneweber, V., & Ittner, H. (2005). Verkehrspsychologie. In H. Weber & T. Rammsayer (Eds.), Handbuch der Persönlichkeitspsychologie und Differentiellen Psychologie (pp. 572–579). Göttingen: Hogrefe.
- Linneweber, V., & Knuth, M. (2005). Wahrnehmung von Sicherheit. In D. Frey & C. Graf Hoyos (Eds.), Psychologie in Gesellschaft, Kultur und Umwelt (pp. 368–374). Göttingen: Verlag für Psychologie Dr.C.J.Hogrefe.
- Linneweber, V. (2004). Plädoyer für professionsbasierte arbeitsteilige Umweltforschung und -entwicklung. Informationen zur Umweltpsychologie, 10(1), 7–9.
- Linneweber, V. (2004). Was weiß die Sozialpsychologie über Gruppen und Teams? In C. O. Velmerig, C. Schattenhofer & C. Schrapper (Eds.), Teamarbeit: Konzepte und Erfahrungen eine gruppendynamische Zwischenbilanz (pp. 19–34).Weinheim und München: Juventa.
- Schweizer-Ries, P., & Linneweber, V. (2004). Social Acceptability and Implementation of Renewable Energy. Journal of Applied Psychology, 6(3–4), 157–166.
- Linneweber, V. (2004). Environment: thematic career of a social construct. In G. Széll & K. Tominaga (Eds.), The environmental challenges for Japan and Germany Intercultural and Interdisciplinary Perspectives (pp. 93–118). Frankfurt a. M., Berlin, Bern, Bruxelles, New York, Oxford, Wien: Peter Lang Europäischer Verlag der Wissenschaften.
- Halper, N., Mellin, M., Herrmann, C. S., Linneweber, V., & Strothotte, T. (2003). Psychology and Non-Photorealistic Rendering: The Beginning of a Beautiful Relationship. In G. Szwillus & J. Ziegler (Eds.), Mensch & Computer 2003: Interaktion in Bewegung (pp. 277–286). Stuttgart, Leipzig, Wiesbaden: Teubner Verlag.
- Halper, N., Mellin, M., Herrmann, C. S., Linneweber, V., & Strothotte, T. (2003). Towards an Understanding of the Psychology of Non-Photorealistic Rendering. In J. Schneider, T. Strothotte & W. Marotzki (Eds.), Computational Visualistics, Media Informatics, and Virtual Communities (Vol. 11, pp. 67–78). Wiesbaden: Deutscher Universitäts-Verlag.
- Linneweber, V. (2003). System Straßenverkehr als Austragungsort für Generationenkonflikte? In Bundesanstalt für Straßenwesen (Ed.), 32. Kongress der Deutschen Gesellschaft für Verkehrsmedizin e.V. (pp. 120–127). Bergisch Gladbach: Wirtschaftsverlag NW.
- Linneweber, V. (2003). Umweltpsychologie. In O. Fränzle (Ed.), Handbuch der Umweltwissenschaften (Vol. II 3.4, pp. 1–12). Landsberg: ecomed.
- Linneweber, V. (2003). Verhalten im Straßenverkehr. In M. Jerusalem & H. Weber (Eds.), Psychologische Gesundheitsförderung – Diagnostik und Prävention (pp. 291–319). Göttingen: Hogrefe.
- Linneweber, V., Hartmuth, G., & Fritsche, I. (2003). Representations of the local environment as threatened by global climate change: towards a contextualized analysis of environmental identity in a coastal area. In S. Clayton & S. Opotow (Eds.), Identity and the Natural Environment (pp. 227–245). Cambridge, MA: MIT Press.
- Halper, N., Mellin, M., Herrmann, C. S., Linneweber, V., & Strothotte, T. (2003, 7.-10.9.). Psychology and NonPhotorealisticRendering: The Beginning of a Beautiful Relationship. Paper presented at the Mensch und Computer 2003, Munich. (best paper award)
- Hartmuth, G., Deising, S., Fritsche, I., & Linneweber, V. (2002). Globaler Wandel im lokalen Kontext: Sylter Perspektiven auf Klimaänderungen. In A. Daschkeit & P. Schottes (Eds.), Sylt. Klimafolgen für Mensch und Küste (pp. 219–249). Berlin: Springer.
- Linneweber, V. (2002). Mobilisierung der Zivilgesellschaft: Möglichkeiten. Schriftenreihe des Deutschen Komitees für Katastrophenvorsorge e.V. (DKKV), 27, 33–37.
- Linneweber, V. (2002). Sicherheit im Straßenverkehr. In R. Schwarzer, M. Jerusalem & H. Weber (Eds.), Lexikon der Gesundheitspsychologie (pp. 322–325). Göttingen: Hogrefe.
- de Haan, G., Lantermann, E.-D., Linneweber, V., & Reusswig, F. (Eds.). (2001). Typenbildung in der sozialwissenschaftlichen Umweltforschung. Opladen: Leske+Budrich.
- Lantermann, E. D., & Linneweber, V. (2001). Umweltpsychologie: Themen, Perspektiven und Anforderungen. In R. K. Silbereisen & D. Frey (Eds.), Perspektiven der Psychologie: Einführung und Standortbestimmung (pp. 194–212). Weinheim: Beltz.
- Linneweber, V. (2001). Zur veränderten Sozialpsychologie der Katastrophenprävention. In V. Linneweber (Ed.), Zukünftige Bedrohungen durch (anthropogene) Naturkatastrophen (Vol. 22, pp. 55–71). Bonn: Deutsches Komitee für Katastrophenvorsorge e.V.
- Linneweber, V. (Ed.). (2001). Zukünftige Bedrohungen durch (anthropogene) Naturkatastrophen (Vol. 22). Bonn: Deutsches Komitee für Katastrophenvorsorge e.V.
- Linneweber, V., Hartmuth, G., Deising, S., & Fritsche, I. (2001). Akteure in der Umweltbewertung und -nutzung: Eine feldorientierte Typisierung. In G. de Haan, E.-D. Lantermann, V. Linneweber & F. Reusswig (Eds.), Typenbildung in der sozialwissenschaftlichen Umweltforschung (pp. 209–225). Opladen: Leske+Budrich.
- Linneweber, V. (2000). Sozialpsychologische Aspekte umweltbezogener Emotionen. In E. Kals, N. Platz & R. Wimmer (Eds.), Emotionen in der Umweltdiskussion (pp. 115–125). Wiesbaden: Deutscher Universitäts-Verlag.
- Kals, E., & Linneweber, V. (1999). Brücken zur Überwindung von Barrieren umweltgerechten Handelns. In V. Linneweber & E. Kals (Eds.), Umweltgerechtes Handeln: Barrieren und Brücken (pp. 249–256). Berlin: Springer.
- Linneweber, V. (1999). Biases in allocating obligations for climate protection: implications from social judgement research in psychology. In F. Tóth (Ed.), Fair weather: Equity concerns in climate change (pp. 112–132). London: Earthscan.
- Linneweber, V. (1999). Nutzung von Umweltressourcen: Facetten des Benachteiligungssyndroms. In V. Linneweber & E. Kals(Eds.), Umweltgerechtes Handeln: Barrieren und Brücken (pp. 117–139). Berlin: Springer.
- Linneweber, V., & Kals, E. (1999). Umwelthandeln multidisziplinär betrachtet. In V. Linneweber & E. Kals (Eds.), Umweltgerechtes Handeln: Barrieren und Brücken (pp. 1–6). Berlin: Springer.
- Linneweber, V., & Kals, E. (Eds.). (1999). Umweltgerechtes Handeln: Barrieren und Brücken. Berlin: Springer.
- Lantermann, E. D., & Linneweber, V. (1998). Von Sonden und Satelliten - Gesellschaftliches Monitoring als Herausforderung der Umweltpsychologie. In A. Daschkeit & W. Schröder (Eds.), Umweltforschung quergedacht: Perspektiven integrativer Umweltforschung und -lehre (pp. 187–207). Berlin; Heidelberg; New York: Springer.
- Linneweber, V. (1998). "Nachhaltige Entwicklung" als unscharfes Prädikat. Umweltpsychologie, 2(1), 66–76.
- Linneweber, V. (1997). Aggression im Straßenverkehr: vier Vorschläge zur Optimierung eines sozialen Systems. Zeitschrift für Verkehrssicherheit, 43, 19–22.
- Lantermann, E. D., & Linneweber, V. (1996). Umweltpsychologie. In W. Bungard et. al (Eds.), Perspektiven der Psychologie: Eine Standortbestimmung (pp. 129–144). Weinheim: Psychologie Verlags Union.
- Linneweber, V. (1995). Die Veränderbarkeit urbaner Umweltmerkmale aus Perspektive von Experten. Zeitschrift für Sozialpsychologie, 26, 294–303.
- Linneweber, V. (1995). Energienutzung in Privathaushalten: ein feldexperimenteller Vergleich von Interventionsstrategien. Zeitschrift für Experimentelle und Angewandte Psychologie, 42, 455–490.
- Linneweber, V. (1995). Evaluating the use of global commons: lessons from research on social judgment. In A. Katama (Ed.), Equity and Social Considerations Related to Climate Change (pp. 75–83). Nairobi (Kenya): ICIPE Science Press.
- Linneweber, V. (1993). Wer sind die Experten? "User needs analysis" (UNA), "post occupancy evaluation" (POE) und Städtebauaus sozial- und umweltpsychologischer Perspektive. In H. J. Harloff (Ed.), Psychologie des Wohnungs- und Siedlungsbaus: Psychologie im Dienste von Architektur und Stadtplanung (pp. 75–85). Göttingen; Stuttgart: Verlag für Angewandte Psychologie.
- Otten, S., Löschper, G., Linneweber, V., & Mummendey, A. (1992). Aggressive Interaktionen in Schulen. In K. Pawlik & K. H. Stapf (Eds.), Umwelt und Verhalten: Perspektiven und Ergebnisse ökopsychologischer Forschung (pp. 295–318). Bern: Huber.
- Linneweber, V. (1990). Lernumwelt: Schule. In L. Kruse, C. F. Graumann & E. D. Lantermann (Eds.), Ökologische Psychologie. Ein Handbuch in Schlüsselbegriffen (pp. 383–388). München: Psychologie Verlags Union.
- Linneweber, V. (1988). Jeopardizing patterns of settings: deviations and deviation-counterings. In H. van Hoogdalem, N. L. Prak, T. J. M. van der Voordt & H. B. R. van Wegen (Eds.), Looking back to the future (pp. 114–119). Delft: Delft University Press.
- Linneweber, V. (1988). Norm violations in person x place transactions. In D. Canter, J. C. Jesuino, L. Soczka & G. M. Stephenson (Eds.), Environmental Social Psychology (pp. 116–127). Dordrecht: Kluwer Academic Publishers.
- Linneweber, V. (1987). Einige Anmerkungen zur theoretischen Relevanz interindividueller Differenzen für ein sozialpsychologisches Aggressionskonzept. Psychologische Beiträge, 29, 123–131.
- Mummendey, A., & Linneweber, V. (1986). Systematisierung des Kontextes aggressiver Interaktionen: Beziehungen zum Behavior Setting-Konzept. In G. Kaminski (Ed.), Ordnung und Variabilität im Alltagsgeschehen (pp. 71–82). Göttingen: Verlag für Psychologie Dr.C.J.Hogrefe.
- Linneweber, V. (1985). Advances in the study of aggression from an environmental psychologist's perspective? [Review of Advances in the study of aggression (Vol. 1)]. Journal of Environmental Psychology, 5, 373–379.
- Linneweber, V. (1985). Aggression. In T. Herrmann & E. D. Lantermann (Eds.), Persönlichkeitspsychologie. Ein Handbuch in Schlüsselbegriffen (pp. 284–292). München: Urban & Schwarzenberg.
- Mummendey, A., Löschper, G., Linneweber, V., Otten, S., & Meyberg, J. D. (1985). Der normative Kontext aggressiver Interaktionen: Subjektive Repräsentationen von Unangemessenheit. Zeitschrift für Sozialpsychologie, 16, 128–138.
- Mummendey, A., Linneweber, V., & Löschper, G. (1984). Actor or victim of aggression: Divergent perspectives divergent evaluations. European Journal of Social Psychology, 14, 297–311.
- Mummendey, A., Linneweber, V., & Löschper, G. (1984). Aggression: From act to interaction. In A. Mummendey (Ed.), Social psychology of aggression: From individual behavior to social interaction (pp. 69–106). New York, NY: Springer.
- Mummendey, A., Löschper, G., Linneweber, V., & Bornewasser, M. (1984). Social consensual conceptions about the progress of aggressive interactions in the school. European Journal of Social Psychology, 14, 379–389.
- Linneweber, V., Mummendey, A., Bornewasser, M., & Löschper, G. (1984). Classification of situations specific to field and behaviour: The context of aggressive interactions in schools. European Journal of Social Psychology, 14, 281–295.
- Löschper, G., Mummendey, A., Linneweber, V., & Bornewasser, M. (1984). The judgement of behaviour as aggressive and sanctionable. European Journal of Social Psychology, 14, 391–404.
- Bornewasser, M., Mummendey, A., Löschper, G., & Linneweber, V. (1982). Aggressive Interaktionen und normativer Kontext: Einflüsse differentieller Normverletzungen auf das Aggressionsurteil. Zeitschrift für Entwicklungspsychologie und Pädagogische Psychologie, 14, 308–323.
- Bornewasser, M., Mummendey, A., Linneweber, V., & Löschper, G. (1982). Aggressive behaviour as social interaction. School Psychology International, 3, 157–160.
- Mummendey, A., Bornewasser, M., Löschper, G., & Linneweber, V. (1982). Aggressiv sind immer die anderen. Plädoyer für eine sozialpsychologische Perspektive in der Aggressionsforschung. Zeitschrift für Sozialpsychologie, 13, 177–193.
- Mummendey, A., Bornewasser, M., Löschper, G., & Linneweber, V. (1982). Defining interactions as aggressive in a specific social context. Aggressive Behavior, 8, 224–228.